# Randolph (Nueva Jersey)
El municipio de Randolph (en inglés: Randolph Township) es un municipio ubicado en el condado de Morris en el estado estadounidense de Nueva Jersey. En el año 2010 tenía una población de 25,734 habitantes y una densidad poblacional de 471 personas por km².

## Geografía
El municipio de Randolph se encuentra ubicado en las coordenadas 40°50′52″N 74°34′29″O / 40.84778, -74.57472.

## Demografía
Según la Oficina del Censo en 2000 los ingresos medios por hogar en el municipio eran de $97,589 y los ingresos medios por familia eran $115,722. Los hombres tenían unos ingresos medios de $80,120 frente a los $45,455 para las mujeres. La renta per cápita para la localidad era de $43,072. Alrededor del 1.4% de la población estaba por debajo del umbral de pobreza.